# Lodja (Saarde)
Lodja est un village de la Commune de Saarde du comté de Pärnu en Estonie.
Au 31 décembre 2011, il compte 110 habitants.